# 绍梅拉克
绍梅拉克（法語：Chomérac，法語發音：[ʃɔmeʁak]）是法国阿尔代什省的一个市镇，属于普里瓦区。

## 地理
绍梅拉克（44°42'31"N, 4°39'41"E）面积18.94 平方千米，位于法国奥弗涅-罗讷-阿尔卑斯大区阿尔代什省，该省份为法国东南部内陆省份，北起顺时针与卢瓦尔省、伊泽尔省、德龙省、沃克吕兹省、加尔省、洛泽尔省和上盧瓦爾省接壤。
与绍梅拉克接壤的市镇（或旧市镇、城区）包括：阿利萨斯、库克斯、弗拉维亚克、罗什索沃、圣博济勒、圣拉热布雷萨克、圣桑福里安-苏绍梅拉克。

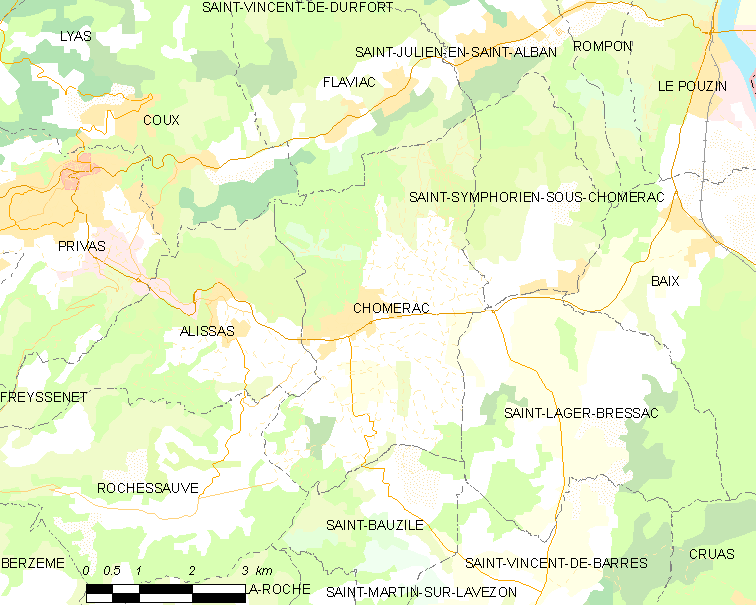
绍梅拉克的OSM定位图

绍梅拉克的时区为UTC+01:00、UTC+02:00（夏令时）。

## 行政
绍梅拉克的邮政编码为07210，INSEE市镇编码为07066。

## 政治
绍梅拉克所属的省级选区为普里瓦县。

## 人口

1962-2008年间绍梅拉克人口变化图示

绍梅拉克于2022年1月1日时的人口数量为3094人。